# Laskowice Oleskie
Laskowice Oleskie – przystanek osobowy w Laskowicach, w województwie opolskim, w powiecie kluczborskim, w gminie Lasowice Wielkie, w Polsce.

## Ruch pasażerski
W roku 2017 przystanek obsługiwał 0–9 pasażerów na dobę. W roku 2022 dobowa wymiana pasażerska na przystanku wynosiła 10-19 pasażerów.